# Joanikije II
Joanikije II (Servisch: Епископ Јоаникије) (Velimlje, 20 april 1959), burgerlijke naam Jovan Mićović (Servisch: Јован Мићовић), is een Montenegrijns geestelijke en sinds september 2021 de metropolitaanse bisschop van de Servisch-Orthodoxe Kerk in Montenegro. 

## Levensloop
Joanikije II werd geboren in het dorpje Velimje in Nikšić. Hij studeerde theologie en filosofie aan de Universiteit van Belgrado. Van 1992 tot 1999 leidde hij het Servisch-Orthodoxe seminarie in Cetinje. Van 1999 tot 2021 werd hij tot bisschop gewijd van Budimlje en Nikšić. Op 12 mei 2020 werden bisschop Joanikije en andere geestelijken uit Nikšić voor 72 uur gearresteerd omdat ze het verbod op samenkomsten in verband met de COVID-19-pandemie hadden geschonden. Op 13 mei vonden in Nikšić en Pljevlja demonstraties plaats tegen de gevangenneming van geestelijken; dit leidde tot botsingen met de politie. Joanikije II werd op 29 mei 2021 verkozen tot metropolitaans bisschop van Montenegro en de Littoral, na de dood van zijn voorganger Amfilohije. De inauguratie van Joanikije II in september 2021 zorgde voor hevige demonstraties in Montenegro.